# Patti

Ubicació de Patti dins de la província

Patti (sicilià Patti) és un municipi italià, dins de la ciutat metropolitana de Messina. L'any 2008 tenia 13.399 habitants. Limita amb els municipis de Gioiosa Marea, Librizzi, Montagnareale, Montalbano Elicona, Oliveri i San Piero Patti.

## Administració
| Període | Identitat       | Partit         |
| ------- | --------------- | -------------- |
| 2006-   | Giuseppe Venuto | Centreesquerra |

## Galeria d'imatges

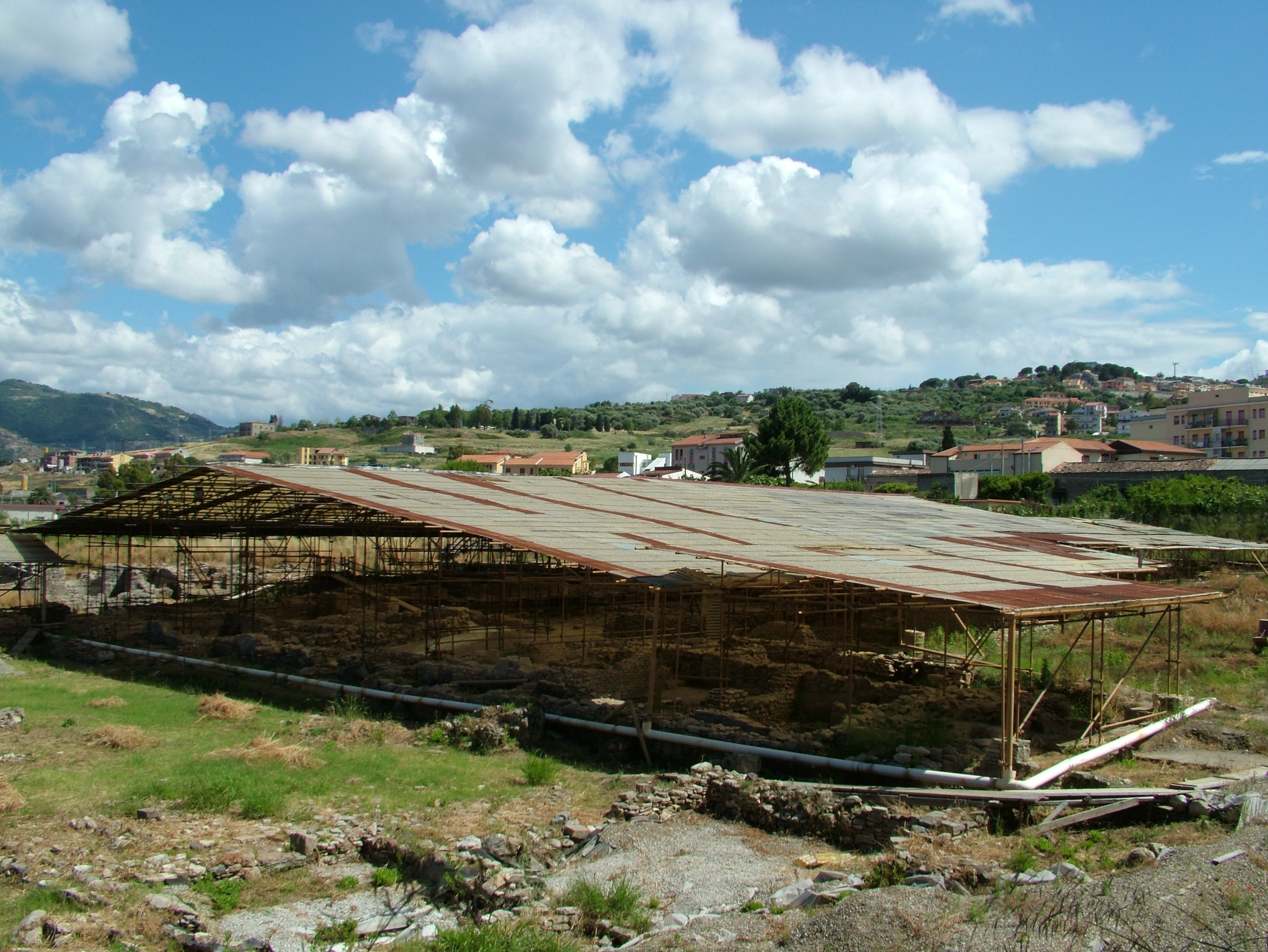
Villa romana
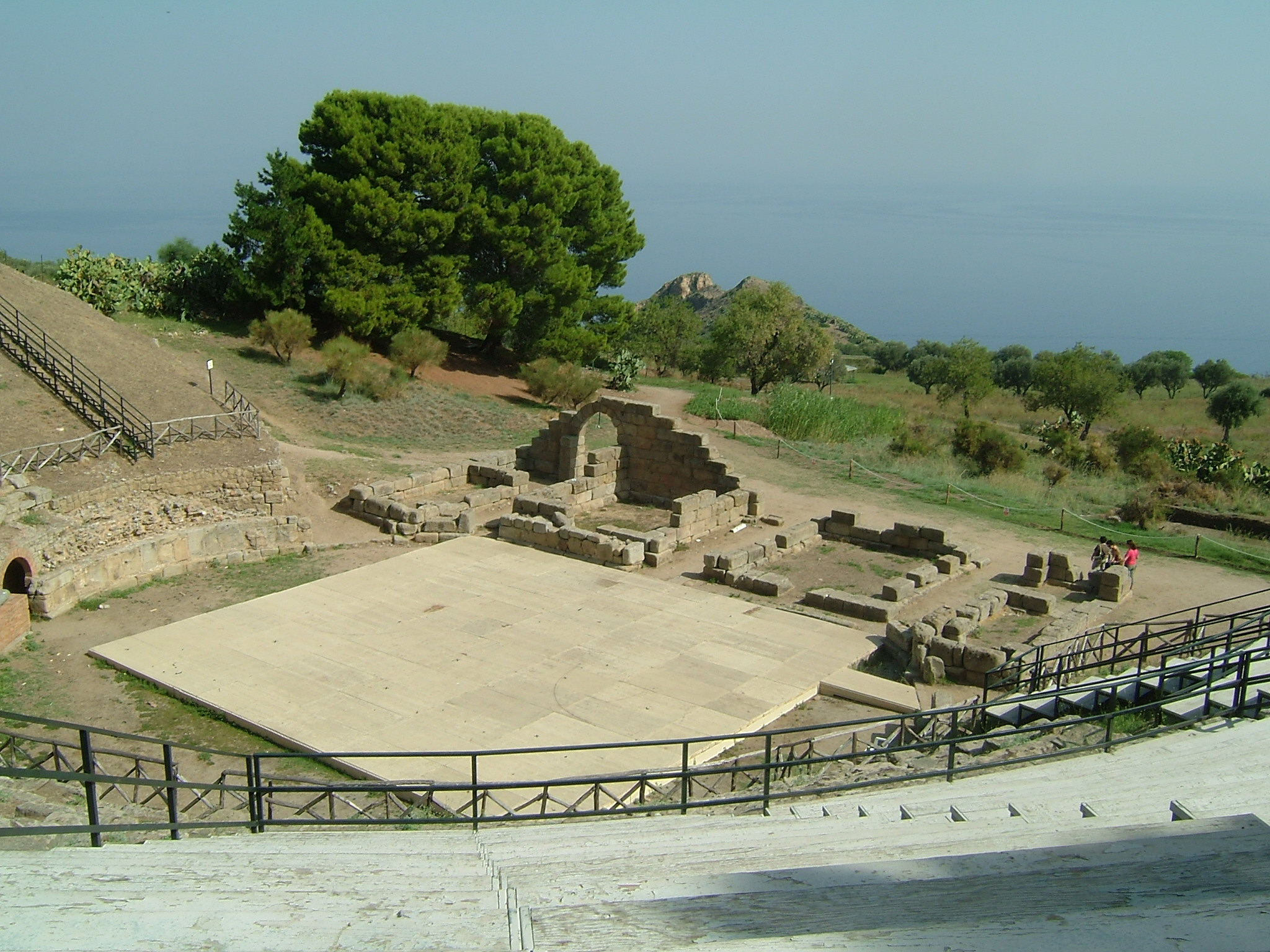
Teatre grec
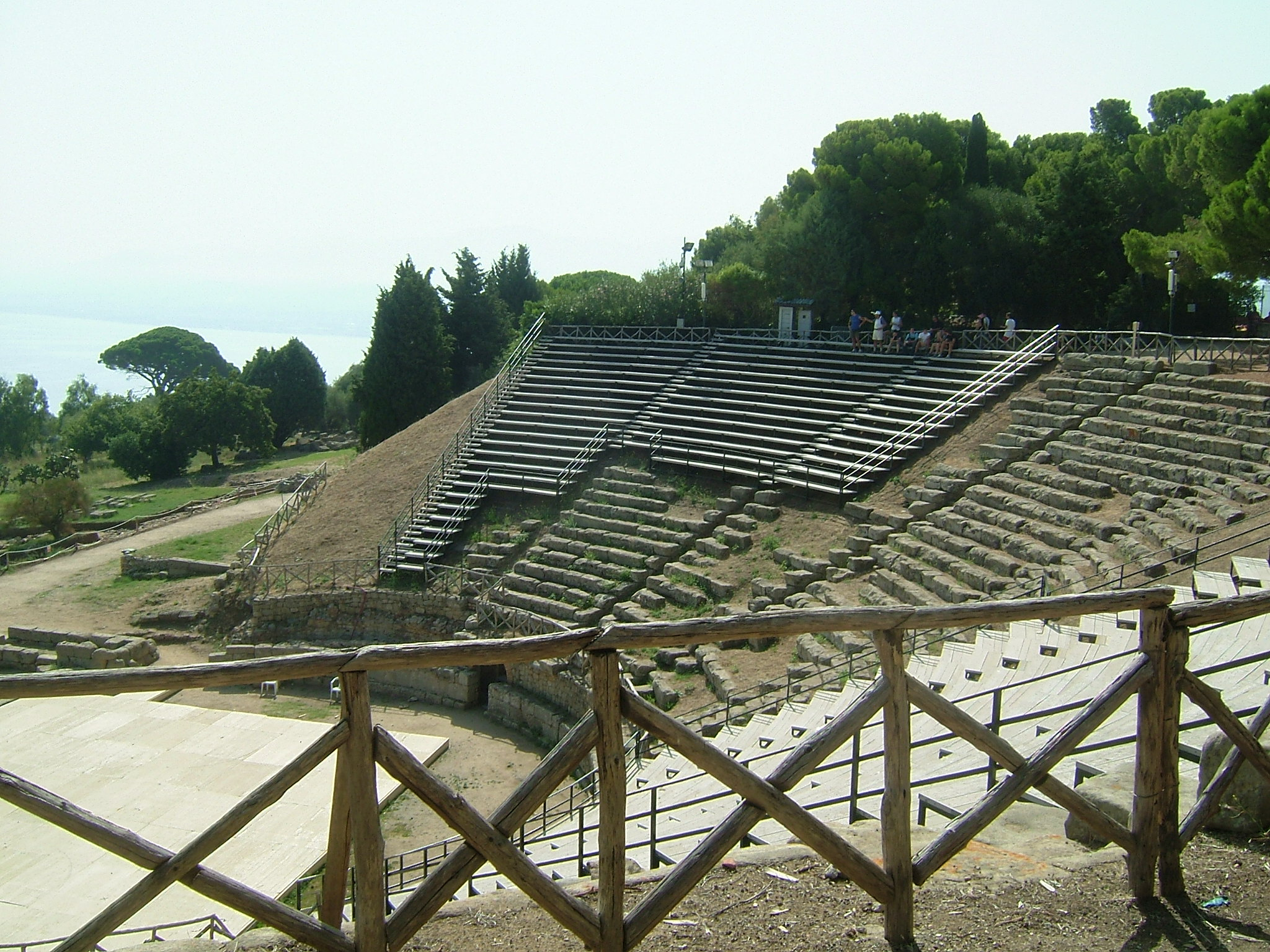
Teatre grec